# STS-95
STS-95 (englisch Space Transportation System) ist die Missionsbezeichnung für einen Flug des US-amerikanischen Space Shuttles Discovery (OV-103) der NASA. Der Start erfolgte am 29. Oktober 1998. Es war die 92. Space-Shuttle-Mission und der 25. Flug der Raumfähre Discovery.

## Mannschaft

### Hauptmannschaft
- Curtis Brown (5. Raumflug), Kommandant
- Steven Lindsey (2. Raumflug), Pilot
- Scott Parazynski (3. Raumflug), Missionsspezialist
- Stephen Robinson (2. Raumflug), Missionsspezialist
- Pedro Duque (1. Raumflug), Missionsspezialist ( ESA/ Spanien)
- Chiaki Mukai (2. Raumflug), Nutzlastspezialistin (NASDA/ Japan)
- John Glenn (2. Raumflug), Nutzlastspezialist

John Glenn absolvierte diese Mission im Alter von 77 Jahren und ist seither Rekordhalter als ältester Mensch im Orbit.

### Ersatz
- Koichi Wakata (NASDA/ Japan) unterstützte Mukai, offiziell gab es jedoch keine Ersatzleute.

## Missionsbeschreibung
Die Mission stand ganz im Zeichen astronomischer und atmosphärischer Forschungen. Beispielsweise wurde der Satellit SPARTAN 201 für mehrere Tage ausgesetzt. Mit ihm wurden physikalische Bedingungen und Vorgänge erforscht, die in der Sonnenkorona ablaufen und Auswirkungen auf den Sonnenwind haben.
In der Ladebucht der Discovery war die HOST-Plattform (HST Orbital Systems Test) untergebracht, auf der sich verschiedene Geräte befanden, die bei der nächsten Wartungsmission in das Hubble-Weltraumteleskop eingebaut werden sollten. Mit HOST wurde deren Weltraumtauglichkeit überprüft. Dabei handelte es sich um ein neues Kühlsystem für die NICMOS-Kamera, einen 486er Computer, ein elektronisches Datenaufzeichnungsgerät ohne bewegliche Teile (Solid State Recorder) sowie ein Glasfaserkabel.
Ebenfalls in der Ladebucht befand sich der wissenschaftliche Komplex IEH-3 (International Extreme ultraviolet Hitchhiker), der aus sechs Einzelexperimenten bestand. So wurden mit dem UVSTAR-Teleskop Untersuchungen im extremen Ultraviolettbereich vorgenommen, die dem Studium des Plasmas von Jupiter, dessen Mond Io und heißen Sternen dienten. Außerdem wurden extrem reine Kristallfilme hergestellt. Während der Mission wurde mit PANSAT (Petite Amateur Navy SATellite) auch ein kleiner Experimentalsatellit ausgesetzt, der der Datenübertragung über Amateurfunk diente.
John Glenn hält mit 77 Jahren den Rekord als ältester Raumfahrer im Orbit. Er war mit der Mission Mercury-Atlas 6 1962 als erster Amerikaner in einen Erdorbit gestartet. Bei diesem Shuttle-Flug wurden verschiedene Experimente durchgeführt, um die Auswirkungen der Schwerelosigkeit auf alte Menschen zu ergründen.
Im SpaceHab und im Mitteldeck absolvierte die Besatzung während der neuntägigen Mission eine Vielzahl interessanter Experimente auf den Gebieten Medizin, Biologie, Mikrogravitation, Technologie und Erderkundung. Die Discovery landete in Florida.
Der Start wurde zum ersten Mal live in HDTV übertragen, was gleichzeitig den Start dieser Technik in den USA darstellte.